# Jamaica Kincaid
Jamaica Kincaid, ursprungligen Elaine Potter Richardson, född 25 maj 1949 i Saint John's i Antigua och Barbuda, är en amerikansk författare. Hon bor i North Bennington i Vermont i USA. I sitt författarskap är hon känd för sina bearbetningar av mor-dotterrelationen liksom förhållandet mellan koloni och moderland.

## Biografi
Jamaica Kincaid växte upp på den karibiska ön Antigua, som då fortfarande var en brittisk koloni, med sin mor och styvfar under blygsamma ekonomiska förhållanden . När hon närmade sig puberteten fick hon syskon, så småningom tre bröder. Förhållandet till modern förändrades drastiskt vid denna tid och blev av mera antagonistisk karaktär. Modern som kom från ett mera välbärgat hem var en läsare och stimulerade Kincaid till att lära sig  läsa och skriva redan i treårsåldern. Under sin  skolgång fick hon föga positiv stimulans men hon hade ett stort läsintresse och skaffade sig ett litet bibliotek som dock brändes av modern i uppfostrande syfte.
Vid 17 års ålder flyttade hon till New York för att arbeta som au pair. I den andra familj som anställde henne blev hon kvar under tre år. Under tiden i New York mötte hon för första gången såväl dold som uttalad rasism. Hon hade ambitionen att fortsätta sin skolgång men fann att hon måste komplettera sin high school-kompetens för att kunna gå vidare med college-studier. Efter fotografistudier vid New School for Social Research i New York tillbringade hon ett år vid Franconia College i New Hampshire.
Efter återflytt till New York började Jamaica Kincaid 1973 att skriva intervjuer för Ingenue Magazine och Village Voice. I samband därmed genomförde hon sitt namnbyte som skulle ge släktskapsassociationer till såväl Karibien som Skottland. Utgivaren för The New Yorker, William Shawn, uppmärksammade hennes texter och knöt henne till tidskriften. Hon kom att arbeta för The New Yorker under 1974–1996. Efter giftermål med kompositören och collegeprofessorn Allen Shawn 1979 (son till William Shawn) bosatte sig paret med två barn i North Bennington i Vermont. Flytten till Vermont väckte ett stort intresse för växter och odling som också avspeglas i författarskapet.
Debuten som författare kom med novellsamlingen At the bottom of the river (På flodens botten) 1983 och hennes första roman Annie John publicerades 1985. 
Jamaica Kincaid är verksam som professor i afrikanska och afroamerikanska studier vid Harvard University där hon också undervisar i litterär gestaltning. Hon har konverterat till judendomen.
Hennes verk har uppmärksammats internationellt och är översatta till många språk. Hon har fått flera priser. Hon är ledamot av The American Academy of Arts. Hennes namn har funnits med i spekulationerna inför nobelprisutdelningen. De återkommande motiven i romanerna har blivit föremål för akademiska analyser ur olika perspektiv.

## Författarskap

### Språk
Jamaica Kincaid har uppmärksammats för sitt lyriska, betydelsemättade och drömska språk, omnämnts som  "magisk realism". Vindlande meningar, omtagningar och motsättningar är karaktäristiskt. Koncentrerad läsning "som när man läser poesi " rekommenderas. Som exempel utgörs hela novellen Girl (Flicka) i debutsamlingen av en enda lång mening.

### Motiv
Uppväxten på Antigua finns alltid levande i författarskapet och ett återkommande motiv är relationen mellan mor och dotter och frigörelseprocessen dem emellan. Parallellt finns den problematiska relationen mellan moderlandet England och kolonin Antigua. Exempelvis var skolundervisningen på hemön fokuserad på engelska förhållanden, natur och kultur medan den inhemska uppväxtmiljön förblev ouppmärksammad. Motiven kan också beskrivas som uttryck för förtryck och förlust, makt och maktlöshet. Begreppet "unhomeliness" d.v.s. oförmåga att finna förankring i sin kulturella identitet återkommer i analyser av verken.

### Verk
At the bottom of the river,( På flodens botten) innehåller 10 berättelser varav Girl ( Flicka) hade publicerats i The New Yorker 1978 där den väckte uppmärksamhet. Den uttrycker i en enda lång mening förhållningsregler från en mor till sin dotter, till att börja med praktiskt konkreta men så småningom mera moraliskt tvingande. Samtliga berättelser har anknytning till Antigua och uppväxten där. En lek med tids- och perspektivförskjutningar gör innehållet drömlikt.
Romanen Annie John knyter an till novellerna med sina idéer och tankar. Den publicerades i kapitelform i New Yorker före utgivningen. Den behandlar den unga flickan Annies uppväxt på Antigua. Ett ursprungligt närmast symbiotiskt förhållande mellan mor och dotter förändras och dottern protesterar mot hur hon pressas in i en kulturell kontext där hon inte känner sig hemma. Efter ett längre sjukdomstillstånd av oklar natur försöker flickan tvätta fotografierna på nattygsbordet varvid färgerna på kläderna försvinner vilket har tolkats som en symbol  för de kolonistkulturella delarna som suddas ut. Så småningom flyttar Annie med motstridiga känslor till England för en fortsatt utbildning. Boken har beskrivits som en bildningsroman som emellertid bryter mot de regler som vanligen förknippas med en sådan. Detta liksom mor-dotterrelationen i Annie John har blivit föremål för mycket forskning.
Lucy handlar också om en ung flicka som växer upp på en karibisk ö, hennes relation till familjen och hur hon så småningom  flyttar till New York för arbete som au pair i en stor familj. De självbiografiska inslagen är uppenbara. Hon uttrycker sin besvikelse över det USA som hon möter. Platserna är högst ordinära, det är smutsigt och larmigt och hon stöter på rasism Själva namnet Lucy härleds från Lucifer, den fallna ängeln som skulle vara ett uttryck för moderns upplevelse av de bekymmer som dottern orsakar.Lucy blir ensam, har svårt att knyta an.
A small Place,( en liten plats) är en essä som riktar sig till en tilltänkt turist på Antigua. Fylld av vrede riktad mot turistens naiva och skamlösa utnyttjande av öns natur och befolkning och avsaknad av kunskap om den historiska bakgrunden med slavhandelns konsekvenser är den uttalat provocerande i syfte att väcka skam och skuldkänslor. Ett avsnitt uttrycker svidande kritik mot den styrande inhemska eliten. Texten uppfattades så kontroversiell att The New Yorker inte ville publicera den.  Efter publiceringen kom Jamaica Kincaid att uppfattas som en ilsken författare Idag betecknas boken som en modern klassiker bland annat för kritiken av turismen som fenomen. Den har också utgjort underlag för en dokumentärfilm Life and Debt (2001), producerad av Stephanie Black.
I Min mors självbiografi får man i en fiktiv biografi följa livsödet för Xuela, som vid födelsen på ön Dominica blir moderlös och av fadern hänvisas till att omhändertas av dennes tvätterska. Hon växer upp till en kvinna med stark självkänsla, som själv uppfattar sig som vacker och nöjd med sin kropp och tar för sig sexuellt ("en frank och underbart oporrig skildring av kvinnlig sexualitet") och vägrar att själv bli mor.Författaren menar att "det man inte själv är ansvarig för såsom sin hudfärg eller sexualitet bör man bära som en utmärkelse och inte skämmas för".
Min bror berättar om hur Jamaica Kincaid för första gången återvänder till Antigua för att ta farväl av sin yngsta bror som är döende i AIDS. Hans livsöde har präglats av oförmåga att skapa ett ordnat socialt liv. Han bor fortfarande hos modern, använder droger och tar inte ansvar för sina sexuella kontakter ens efter sjukdomsdebuten, denna sjukdom som inte kan nämnas vid namn och vars stigma gör att vänner försvinner. Författaren lyckas få bromsmediciner utskrivna i USA  (de är inte tillgängliga på Antigua) och brodern får en tid av förbättrat hälsotillstånd men avlider slutligen.
Mr Potter avser att gestalta den frånvarande fadern. Det blir en skildring av en man,son till en fiskare, som blir tidigt moderlös, förblir analfabet och försörjer sig som taxiförare. Genom förhållanden med en mängd kvinnor blir han far till 11 döttrar.  Såväl hans arbetsgivare som stadige kund nedvärderar honom på grund av hans okunskap och hudfärg. Genom sin text ger författaren uttryck för sitt förakt snarare än hat.
Se Nu Då beskriver ett äktenskap som håller på att gå sönder. Handlingen är förlagd till familjens hem i New England. Autofiktiva inslag finns i form av kvinnan Mrs Sweet som av maken beskrivs som obildad och som kommit till USA "med en bananbåt". Hon försörjer sig som författare och referenser till hennes uppväxt på Antigua finns också. Genom de två barnens klassiska namn, Heracles och Persephone anas associationer till den grekiska mytologin.Som i övriga verk finns uttryck för makt och maktlöshet.
(Boken om) Min trädgård handlar delvis om författarens stora ambitioner att skapa en egen trädgård i Vermont genom att beställa stora mängder växter och försjunka i studier av växtkataloger. Den avspeglar också som i övriga författarskapet relationen mellan kolonisatörer och kolonimedborgare. Jamaica Kincaid säger i en intervju att "trädgården är en väldigt politisk plats" vilket inte minst tydliggörs i namngivning av "nyupptäckta" växter: "Att namnge något är ett effektivt sätt att utöva makt på", " Att namnge är att äga". I Antigua var det enbart engelsmännen som hade trädgårdar och i skolan lärde man sig namnen på den engelska floran men den inhemska förblev anonym. I essäavsnitt behandlas bland andra Christofer Columbus och Carl von Linné. Författaren besöker kända trädgårdar som Monets trädgård i Giverny och Sissinghurst Castle Garden  i England med viss besvikelse: "En trädgård dör med sin ägare". Hon deltar också i en strapatsrik fröinsamlingsexpedition i Kina.

## Priser och utmärkelser i urval
- 1997 – PEN/Faulkner Award for Fiction
- 1984 – PEN/Faulkner Award for Fiction
- 2000 – Prix Femina étranger